# Kanton Saint-Paul-de-Fenouillet
Kanton Saint-Paul-de-Fenouillet (fr. Canton de Saint-Paul-de-Fenouillet) je francouzský kanton v departementu Pyrénées-Orientales v regionu Languedoc-Roussillon. Skládá se z 11 obcí.

## Obce kantonu
- Ansignan
- Caudiès-de-Fenouillèdes
- Fenouillet
- Fosse
- Lesquerde
- Maury
- Prugnanes
- Saint-Arnac
- Saint-Martin
- Saint-Paul-de-Fenouillet
- Vira